# 일본계 러시아인
일본계 러시아인(日本系 -人)은 러시아의 일본계 소수그룹이다. 거의 대부분이 연해주와 사할린섬 남부에 거주한다.

## 역사
1945년까지 사할린섬 남부의 일본인들은 1945년 2차세계대전이 끝나자 거의 대부분이 일본으로 돌아갔지만, 일부는 사할린섬 남부의 사할린 한인들과 함께 남아 지금도 살고 있다.

## 관련인
- 니시야마 소키치 - 정치인

## 같이 보기
- 일본인
- 일본계 브라질인
- 러시아인
- 한국계 일본인
- 러시아계 일본인